# Sabanilla (Colombie)
Sabanilla est un corregimiento situé dans le département d'Atlántico, en Colombie. Ce fut un important port commercial au XIXe siècle.

## Histoire
Durant la période coloniale, la grande activité commerciale de Barranquilla est la contrebande, illicite mais lucrative. Cela attire de nombreuses personnes provenant des encomiendas à proximité, des indigènes de Malambo, des agriculteurs, des éleveurs, des artisans, des fonctionnaires royaux et tous les types de commerçants. Sabanilla devient le port d'entrée vers Barranquilla mais il n'est pas reconnu par la Couronne espagnole en tant que port officiel ; les Anglais en profitent pour introduire sur le territoire colombien des articles de contrebande pour tenter de développer leurs échanges à l'intérieur du pays. Grâce à un poste de garde à Sabanilla et une patrouille mobile basée à Barranquilla, l'activité croissante de la contrebande est cependant partiellement contrôlée.
Dès le 17 janvier 1811, le gouvernement de l'État de Carthagène des Indes accorde la franchise pour l'exportation au port de Sabanilla et y établit une colonie avec des avantages spéciaux pour les résidents. Le port de Carthagène des Indes étant toujours sous l'emprise des Espagnols en 1820, Simón Bolívar conseille, cette année-là, d'utiliser Sabanilla pour le transport des productions du pays. La loi du 4 juin 1833, signée par le président de l'État Francisco de Paula Santander, confirme le statut de port d'exportation pour Sabanilla, avec certaines restrictions mais lui refuse celui de port d'importation. Alors que Santa Marta, port principal du pays à cette époque perd de sa prééminence, les dirigeants d'entreprises de Barranquilla et des groupes étrangers travaillant dans le commerce et le transport souhaitent que le port de Sabanilla soit habilité à l'importation. La loi du 1er juillet 1842 accorde cette habilitation et ordonne la construction d'un bâtiment des douanes nécessaire à ce type de commerce, le château de Salgar. L'élaboration du poste de douane débute à la fin de l'année 1847 sur les ruines du fort de Santa Bárbara construit au XVIIIe siècle par les Espagnols. Les travaux sont financés via des ressources nationales gérées par le président de l'époque, le général Tomás Cipriano de Mosquera, par le banquier Esteban Márquez via un prêt accordé par la Banco Márquez dont il est le propriétaire et par divers dons de la part des commerçants de Barranquilla.
Pour pallier la lenteur du transport de marchandises de la mer par le canal de La Piña jusqu'à leur embarquement sur le río Magdalena, le géographe français Élisée Reclus émet, en 1855, l'idée de construire une voie ferrée entre Sabanilla et Barranquilla. La loi du 4 mai 1865 de la Convention Constitutive de l'État souverain de Bolívar, signée par son président, Amador Fierro (es), donne l'autorisation à toute personne et entreprise nationale ou étrangère de construire un « chemin de voies de fer desservi par des locomotives à vapeur » afin de relier Barranquilla au port de Sabanilla,. Les travaux pour la construction d'une voie ferrée sont réalisés dès 1869 entre ces deux localités et se terminent au 1er janvier 1871. Néanmoins, le port côtier est également en butte à des problèmes permanents de calaison, à un accostage difficile pour les navires, à une forte sédimentation et à une évolution naturelle du milieu environnant. C'est pourquoi l'entreprise Barranquilla Railways Company décide d'étudier la possibilité de bâtir un autre port plus sûr pour le commerce international ailleurs qu'à Sabanilla. Un nouvel emplacement est trouvé dans la baie de Cupino. Les travaux pour la construction du port débutent le 31 décembre 1888 et l'inauguration de la jetée de Puerto Colombia se déroule le 15 juin 1896.

## Démographie
Selon le recensement de 1777, Sabanilla compte 43 habitants pour 5 maisons.